# Brebu, Dâmbovița
Brebu este un sat în comuna Runcu din județul Dâmbovița, Muntenia, România.
Satul Brebu este situat la poalele munților Leaota. Altitudinea a minimă este de 715 m, iar cea maximă de 820 m în Vârful Gâlmii, situat în nordul satului.

## Istorie
Satul Brebu este atestat documentar odată cu Runcu (1564).
Este așezat pe una din culmile de la poalele Leaotei, culme denumită Plaiul Domnesc.
Unele repere din zona satului sunt Poiana Iezilor, La Bordeie și în Fund la Țarină până la Coasta Cârciumii și în vârf la Straja.
Își găsește locul în zapise și hrisoave începând cu secolul al XVI-lea.
Vorbind de vechimea acesteia, bătrânii satului o plasează undeva în vremea geților și a dacilor, pentru că și ei se ocupau cu creșterea vitelor, adică cu păstoritul montan, ca și brebenii.

## Legenda
Strâns legată de evoluția în timp apare și denumirea de Brebu, asupra originii căreia părerile sunt împărțite.
Mulți, printre care vom include pe moșii așezării – cândva un mic cătunel – consideră că denumirea provine de la Lacul Brebilor, existent în timp, în nord-vestul satului, înconjurat de o pădure deasă.
Lacul, cu o suprafață de cca. 400 m2 și o adâncime de 4-5 m, a cărui permanență este semnalată până la finele secolulul al XIX-lea, era populat de brebi, ce se hrăneau cu vlăstarele de arbori, de pe marginea apei.
Așezați la început în preajma lacului și poienilor învecinate, primii locuitori – veniți sigur de peste munți – și-ar fi luat numele de la „brebi" (sau biberi), de unde, cu timpul, ei au devenit brebeni iar satul Brebu.
Pe măsura tăierii și dispariției pădurii, care provoacă alunecări de pământ, lacul dispare precum dispăruseră și „brebii" ce-l populau, vânați pentru blana lor mătăsoasă și caldă.
Într-o altă variantă, de data asta mult mai recentă, se consideră că satul și-ar datora numele uneia din cele mai vechi familli așezate aici, numite Brebeanu, însoțită de o alta, numită Bondac.
Cu timpul, în cătun vor sosi alte neamuri ca Gel al lui Manea din Bărbuleț, al lui Puiu din Moeciu de Sus, al lui Coman din Bran și Pucheni sau Ene din Buzău, ultimul așezat pe vârful ce-i poartă și astăzi numele.

## Locul în istorie
Demne de vechimea lor, meleagurile brebene au fost, în decursul secolelor, martore ale unor evenimente memorabile, începând cu legendarul domn Vlad Țepeș, ce a folosit Plaiul Domnesc pentru a trece sau a se refugia în Ardeal.
Însuși Plaiul Domnesc își trage numele de la rolul jucat de acesta ca punte de legătură între Muntenia și Ardeal.
Folosit de unii domni în pelerinajele lor, dar și pentru a se pune la adăpost de amenințări, atunci
când vremurile le erau potrivnice, de păstorii transhumanți sau de comercianții preponderent pastorali, acest itinerar de creastă a fost întotdeauna umblat, ca o dovadă certă a unității vetrei etnice de dincoace și de dincolo de Carpați.
Fiind aproape și chiar conducând către granițe cu Austro-Ungaria, nu se exclude ca, pe Plaiul Domnesc, să fi existat și unele elemente vamale, luând în considerație numeroasele lucrări fortificate semnalate, construite în scop de apărare.
Toponimele "În vârf la Straja" (mărturie că aici au fost cândva străjeri), "La cetățuie" (loc întărit, aflat undeva la apus de Straja) sau "Vâlceaua Plăieșilor" (folosită pentru deplasarea plăieșilor sau locuitorilor cărora li se încredințau misiuni de pază și apărare), toate sunt dovezi memorabile ale rolului militar acordat Plaiului Domnesc. Strâns legat de punctul Straja, bătrânii satului spun că aici ar fi existat o cetate subterană situată între două vâlcele, și ele prevăzute cu diverse lucrări fortificate construite din piatră și pământ.

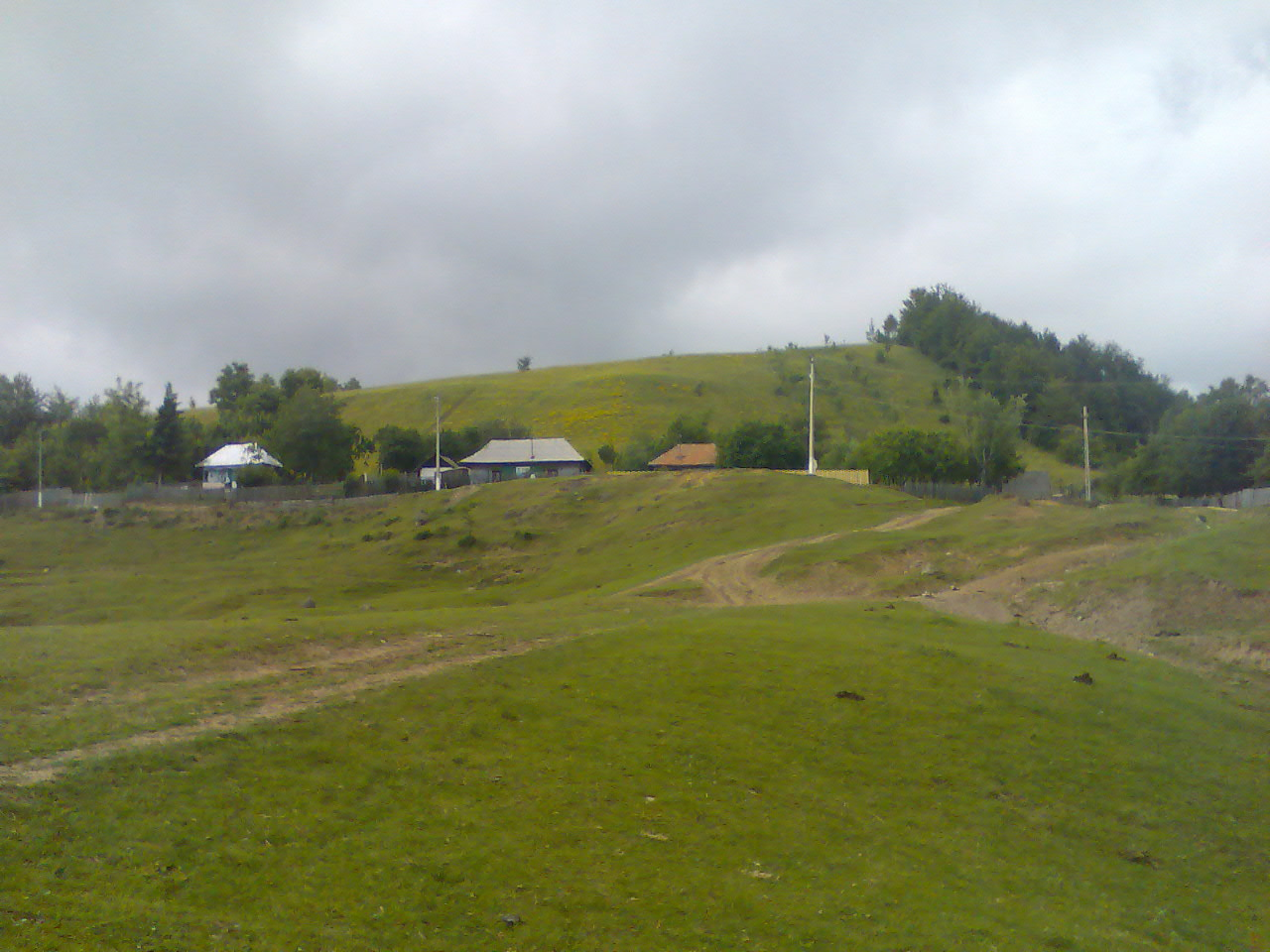
Vârful Gâlmii

Luând în discuție perioadă ce a precedat prima împroprietărire a țăranilor, efectuată de Alexandru Ioan Cuza, vom constată că mai toți locuitorii Brebului trăiau în bordeie de lemn și pământ, cu adăposturi pentru vite, ca expresie a principalei ocupații -păstoritul montan. Pentru iluminat se întrebuința în perioadă aceea opaițul cu seu de oaie, la lumina căruia gospodinele țeseau în războaie pânză de in și stofă (dimia) de lână. Ca și încălțări, tipice pentru întreagă comunitate erau opincile din piele de vacă și porc. 

## Învățământ
Școala Primară din Brebu a început să funcționeze abia în anul 1920, într-un local impropriu, sub conducerea învățătorului Ion Bănulescu.
Starea de provizorat se va prelungi până în anul 1928, când locuitorii satului reușesc să construiască un sediu îmbunătățit, cu 2 săli de clasă și cancelarie.
Succesiv, și tot prin contribuția locuitorilor, ajutați de organele locale, se ridică un nou local, lângă cel vechi, de data aceasta din cărămidă și cu toate dependințele necesare.
Pe măsura scurgerii anilor, școala va benficia de mai multe reparații și îmbunătățiri.
Astăzi, în Școala Brebu învață 4 clase de școlari 1-4 și 3 grupe de preșcolari.

## Viața religioasă
În ciudă vechimii sale, satul Brebu nu a avut mult timp propriul locaș de cult, credincioșii fiind nevoiți să meargă la biserica din Runcu pentru a participa la slujbe și pentru servicii religioase (botezuri, cununii, înmormântări). 
Amintindu-și de această mare greutate, bătrânii satului povestesc că pe la începutul secolului XX în sat au fost construite trei cruci de lemn acoperite, la care brebenii se închinau atunci când nu puteau participa la slujbele religioase din Runcu. 
Târziu, abia în deceniul al V-lea al secolului trecut, după multe insistențe și cereri la organismele conducerii bisericești, pe atunci Protopopiatul de Târgoviște, fruntașii satului obțin aprobarea zidirii unei biserici proprii. Banii necesari au fost strânși prin chete și donații ale locuitorilor, dar și de la diverși oameni de bine străini de localitate, cum a fost cazul profesoarei Eugenia Bacay din Târgoviște. 
Piatra de temelie a Bisericii "Adormirea Maicii Domnului" a fost pusă la 15 septembrie 1943 de către Iosif Gh Lupoiu, un foarte bun meseriaș din Runcu. Lucrările de zidărie au fost executate de o echipă condusă de un anume Căsăndroiu din Tata. 
Biserică a fost ridicată pe terenul donat de Ana Nic. Anghelescu situat la marginea drumului de creastă cunoscut sub numele de Plaiul Domnesc. În rândul ctitorilor locașului mai sunt incluși: Nicolae Rujan, învățător din Brebu, Moise N. Ene, Ion Ghiță Manea, Ion Cristoiu, Spiridon Arzoiu zis Zărnescu și Grigore Grigorescu. 
Sfântul locaș a fost construit sub formă de navă, fiind compartimentat conform canoanelor obișnuite: Altar, Naos, Pronaos. 
Datorită lipsei de fonduri împodobirea cu pictură a locașului se va face în mai multe etape. Într-o prima etapă, ce va începe imediat după terminarea lucrărilor de zidărie, s-au pictat Altarul și Naosul, operă a pictorului Grigore Marinescu. Pictarea Pronaosului se va face într-o a două etapă, destul de târziu, între 1959-1962. 
Prin anii 1978-1980 Biserica din Brebu a fost declarată parohie, până atunci depinzând administrativ, că filială, de Biserica din Runcu. 
În anii următori se vor mai construi și o clopotniță și ceva dependințe în curtea bisericii, dar și o casă parohială pe terenul donat de Moise Nicolae Ene. 
Sfințirea locașului de cult se va face înainte de terminarea lucrărilor în data de 12 septembrie 1948. În seara de 11 septembrie 1948 sătenii aud pentru prima dată în localitatea lor sunetul de toacă și de clopot, moment trăit cu mari emoții de toată lumea. 